# Арахнід (фільм)
Арахнід (англ. Arachnid) — фантастичний фільм жахів.

## Сюжет
На далекий острів в Тихому океані вторглися прибульці — розповсюджувачі небаченого ще вірусу, який перевтілює острівне населення в гігантських павуків. Для вивчення страшного вірусу секретні служби відправляють експедицію суперпрофесіоналів. Але вони навіть в кошмарному сні не могли уявити, яка їм загрожує нелюдська боротьба з павуками.

## У ролях
- Кріс Поттер — Валентайн
- Алекс Рід — Мерсер
- Хосе Санчо — доктор Семюел Леон
- Неус Асенсі — Сюзана
- Равіль Ісянов — Генрі Капрі
- Луіс Лоренцо Креспо — Рейес
- Рокфорд Аллен — Ведмідь
- Хесус Кабреро — Лайтфут
- Робер Віченсіо — Той Бой
- Ектор Чікін — місцевий 1
- Конехо Вілсон — місцевий 2
- Фаусто Гуалсакі — місцевий 3
- Гевін Сімс — член культу (в титрах не вказаний)